# Sint-Michaelkerk (Prats)
De Sint-Michaelkerk (Prats) (Catalaans: església de Sant Miquel de Prats) is een kerk in het gehucht Prats; de kerk viel onder het kapittel van de parochie van Canillo in Andorra.

## Geschiedenis
De kerk is gebouwd in de 12e en 13e eeuw. Ze wordt voor het eerst genoemd in een document uit 1312. In de jaren 1980 heeft een restauratie plaatsgevonden. Sinds juli 2003 heeft het gebouw de beschermde status Bé d'interès cultural.

## Architectuur
De kerk is gebouwd in romaanse stijl, met een rechthoekig schip en een halfronde apsis. Door de helling van het terrein ligt een deel van de zijmuren en het grootste deel van de apsis ondergronds. Het dak is gemaakt van houten tegels en leistenen platen, dat van de apsis is hoger dan het dak van het schip. De muren hebben een dikte van een meter. Binnenin wordt het schip door twee bogen in twee gelijke delen verdeeld. De voorgevel met toegangsportaal is op het westen gericht. Het via een stenen trap te bereiken portaal wordt omkaderd door een spitsboog, wat uniek is voor Andorra. De gevel zet zich voort in een klokkengevel met twee rondbogen.

## Afbeeldingen

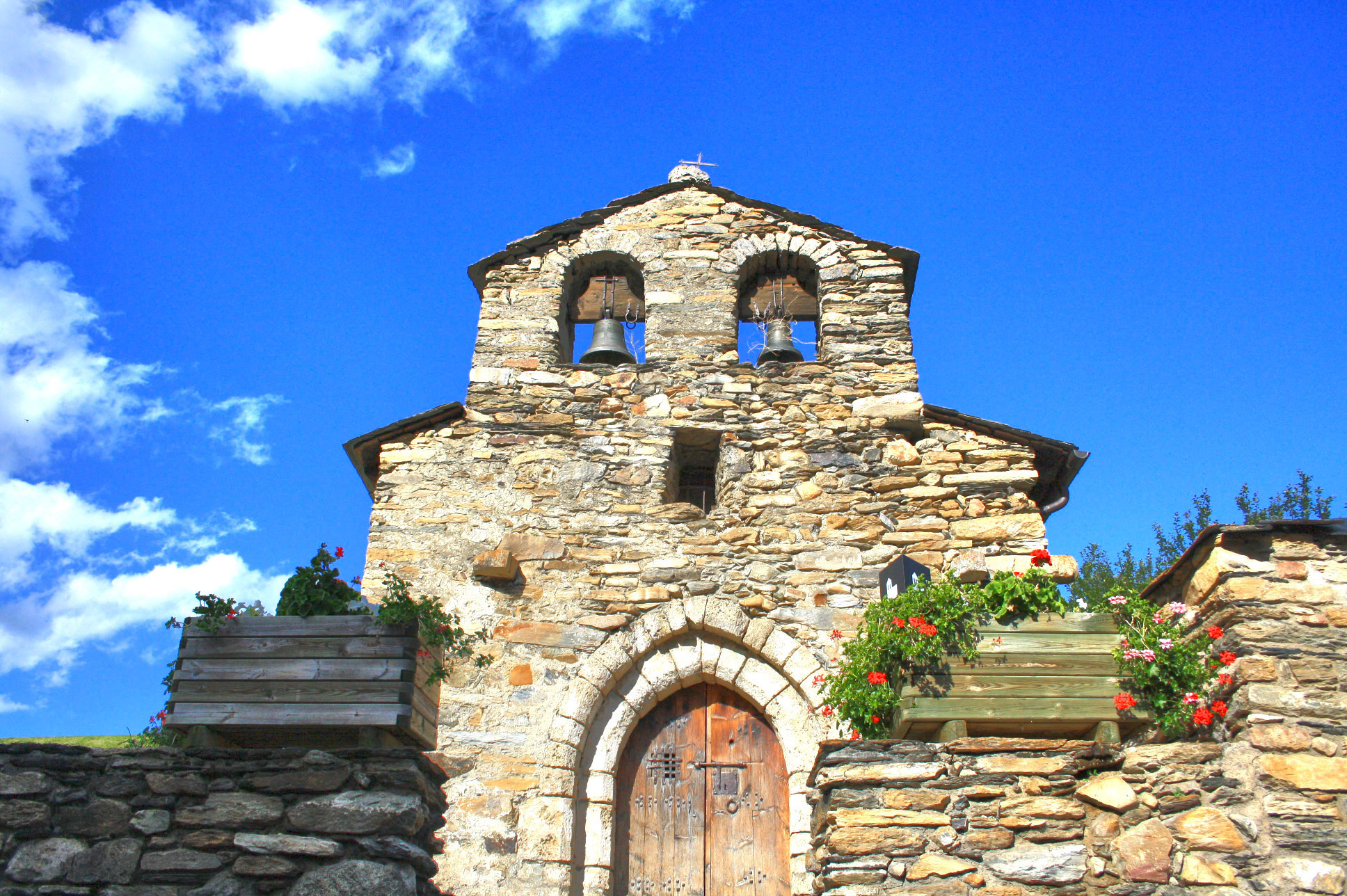
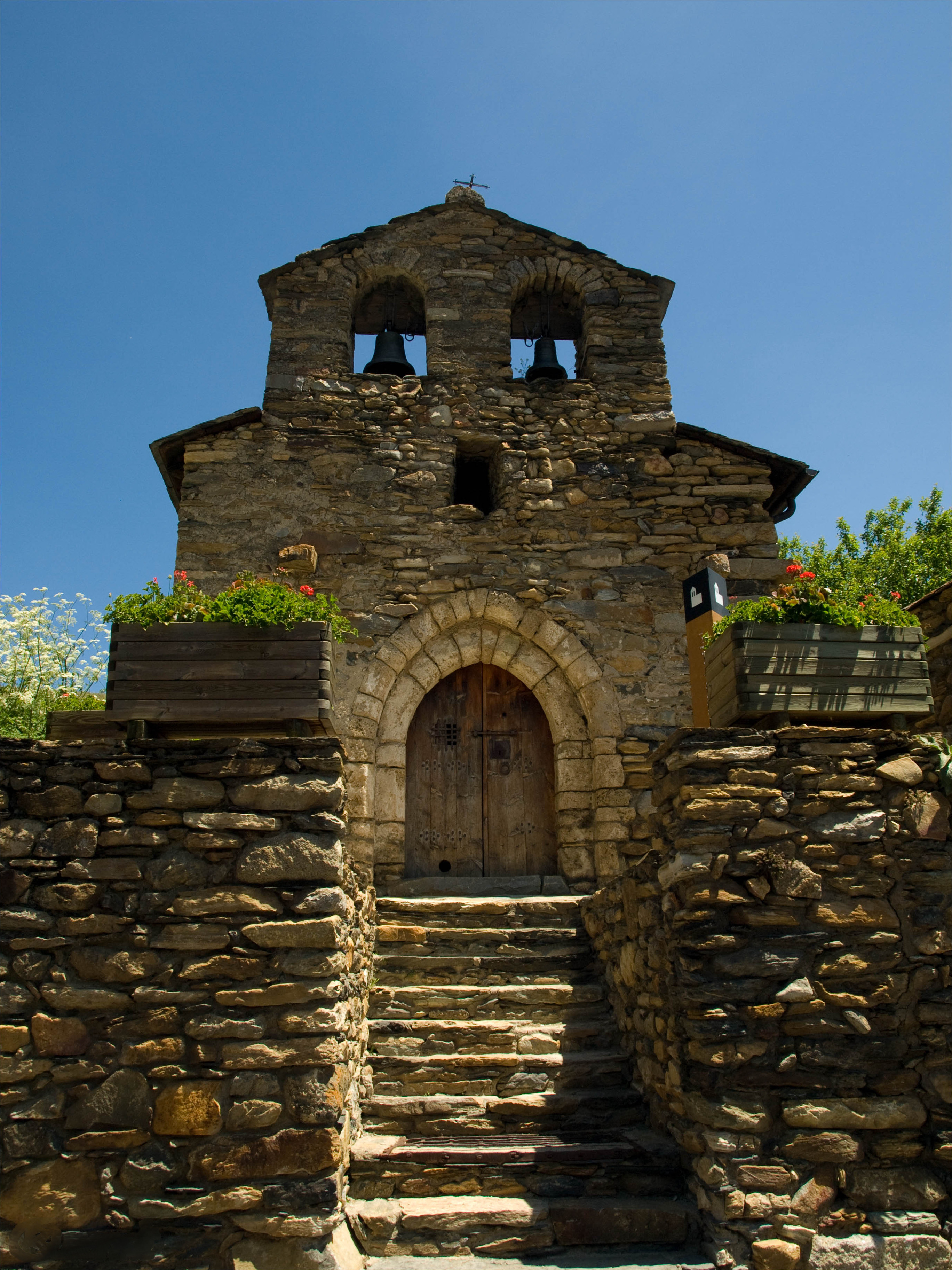
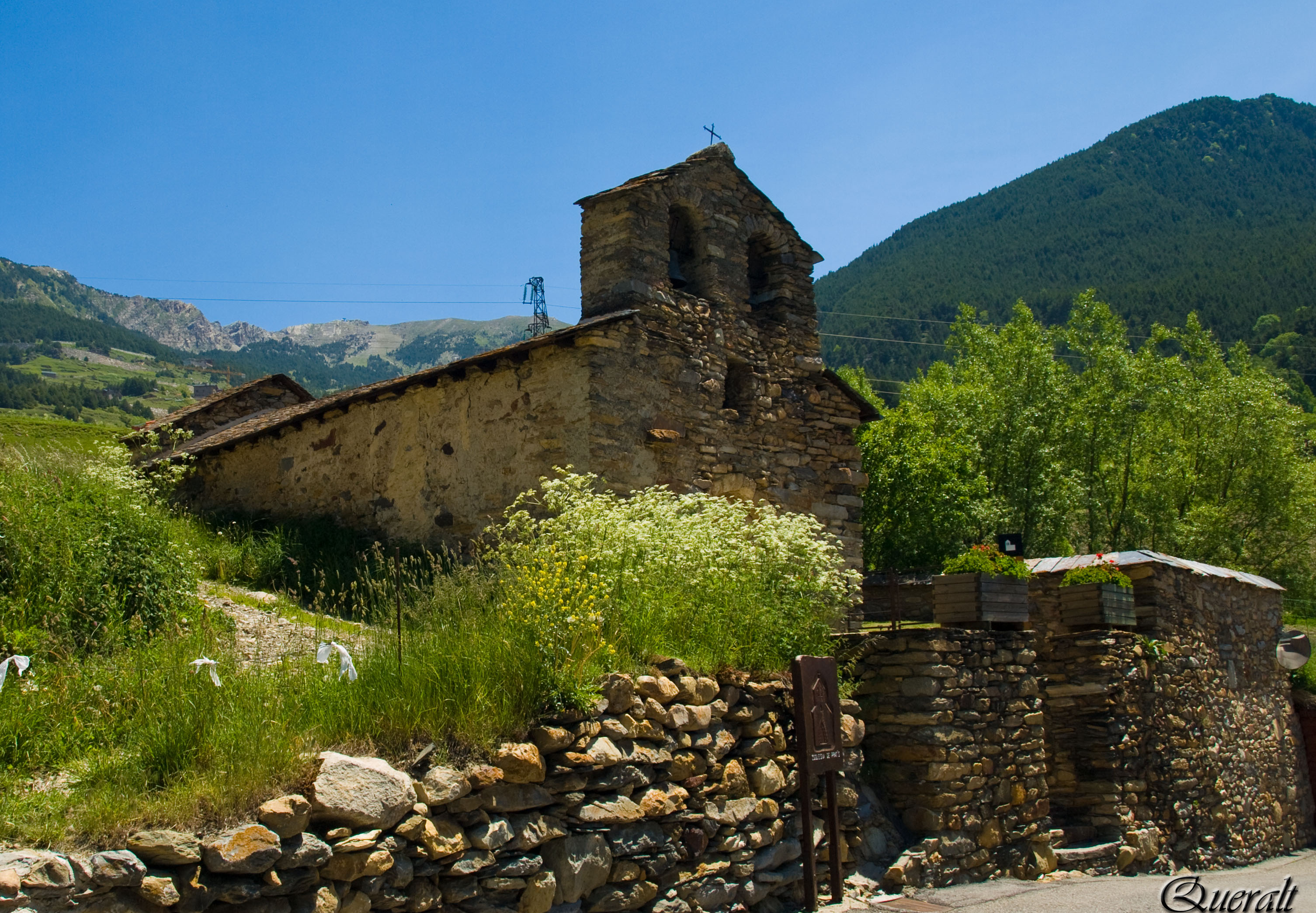
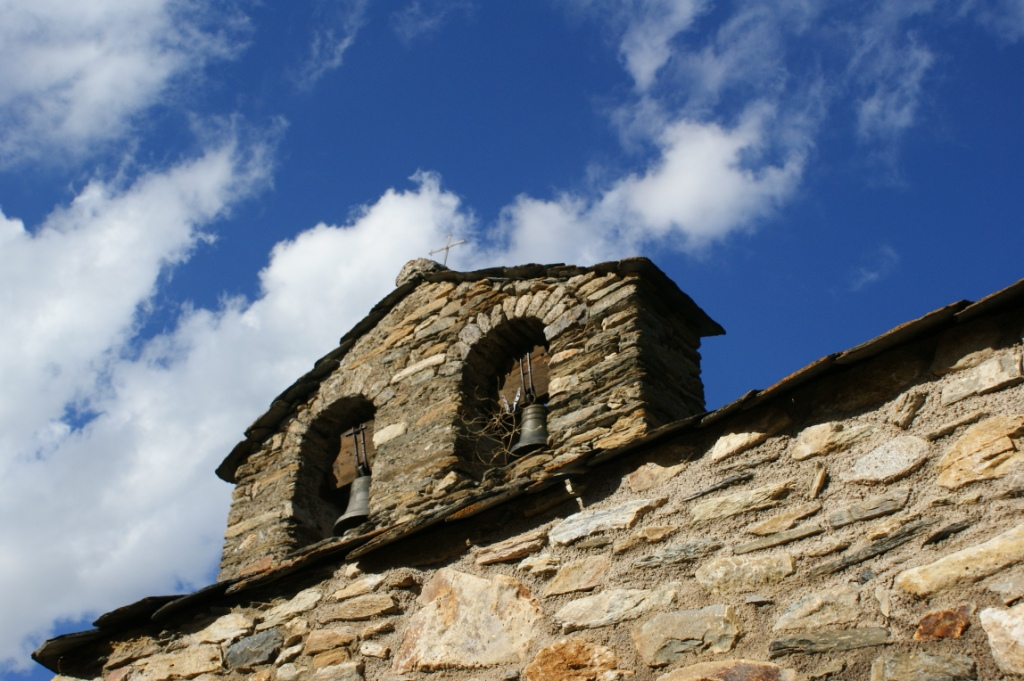